# Вільчи-Тарґ
Вільчи-Тарґ (пол. Wilczy Targ) — село в Польщі, у гміні Бельськ-Дужий Груєцького повіту Мазовецького воєводства.
Населення — 78 осіб (2011).
У 1975-1998 роках село належало до Радомського воєводства.

## Демографія
Демографічна структура станом на 31 березня 2011 року:
|          | Загалом | Допрацездатний вік | Працездатний вік | Постпрацездатний вік |
| -------- | ------- | ------------------ | ---------------- | -------------------- |
| Чоловіки | 39      | 9                  | 28               | 2                    |
| Жінки    | 39      | 12                 | 19               | 8                    |
| Разом    | 78      | 21                 | 47               | 10                   |